# Ascensore Chiaia
L'ascensore di Chiaia è un sistema di trasporto verticale di Napoli. Si tratta di un ascensore che collega via Nicotera e via Chiaia, a fianco del ponte di Chiaia.
L'ascensore è di tipo oleodinamico dal 1990 e ha sostituito quello a fune del 1956; il vano corsa è in muratura con rivestimento eclettico.

## Dati tecnici
- Cabine: 2
- Portata: 15 persone
- Portata persone: 850 kg
- Velocità: n.a.
- Fermate: 2 (via Nicotera e via Chiaia)
- Corsa: 16,6 m
- Macchinario: oleodinamico

## Interscambi
- Fermate autobus ANM
- Fermata metropolitana Chiaia, linea 6[1]